# Philology Jazz Records
La Philology Jazz Records, spesso conosciuta come Philology Records o semplicemente come Philology, è un'etichetta discografica italiana specializzata nella musica jazz e fondata a Macerata da Paolo Piangiarelli nel 1987.

## Storia

### Il contesto
Tra gli anni '70 e gi anni '80 la musica jazz italiana aveva visto un'espansione sempre crescente ed il fiorire di nuovi talenti nazionali, anche grazie ad etichette nate in quel periodo come la Horo Records di Aldo Sinesio fondata nel 1972, oppure la Red Records di Sergio Veschi nata nel 1976, o ancora la Soul Note di Giovanni Bonandrini nata nel 1979 e poi la Splasc(h) Records di Peppo Spagnoli del 1982. Ma parteciparono a questo periodo aureo del jazz italiano anche tutta una costellazione di etichette di breve durata come la Ictus di Andrea Centazzo, la Gala Records, la CMC, la Cecma, la Pentaflower, la Bull Records e la Edi-Pan. La Philology Jazz Records andò ad inserirsi in questo contesto sul finire di quest'epoca, producendo negli anni successivi più di 500 album di autori statunitensi ormai noti e nomi italiani affermati, al fianco di nuove scoperte del jazz nazionale.

### 1987-1999: I primi anni e le prime produzioni
La Philology Jazz Records nacque a Macerata da un'idea di Paolo Piangiarelli, che per l'occasione citò l'oprea di Phil Woods nel nome, riprendendone anche l'iconico cappello di pelle nel logo. Se è vero che l'industria discografica italiana specializzata sul jazz era ormai cresciuta nel quindicennio precedente, Paolo Piangiarelli diede fin da subito un'impronta caratterizzante all'etichetta, fornendo ampio spazio alla pubblicazione di documentazioni proposte con un atteggiamento quanto più filologico possibile, limitando al minimo gli interventi di post-produzione e spesso lasciando pezzi di incisioni che altri avrebbero eliminato. Ne furono un esempio i primi album dell'etichetta intitolati The Macerata Concert - Vol. 1", Vol. 2", Vol. 3", che documentavano il concerto del Phil Woods Quartet composto da Mike Melillo, Steve Gilmore e Bill Goodwin, tenutosi al Teatro Lauro Rossi nel novembre del 1980. Con la stessa logica vennero poi ristampati in questi anni concerti e registrazioni sottovalutate di grandi maestri come Charlie Parker, Wardell Gray, Clifford Brown, Chet Baker e Lester Young, generando anche un dibattito sulla rivista Musica Jazz sulla opportunità estetica della pubblicazione di registrazioni nate per non essere pubbliche. E sulla questione Marcello Piras scriverà:
Chet Baker, che negli ultimi anni della sua vita aveva frequentato molto Macerata, divenne uno dei nomi ricorrenti in questo tipo di pubblicazioni, di cui va menzionato Live from the Moonlight (1988) del Chet Baker Trio con Massimo Moriconi e Michel Grailler, registrato al Moonlight Club di Macerata nel 1985. Altri musicisti statunitensi divennero nel tempo una presenza costante nelle pubblicazioni della Philology Jazz Records: Non solo Phil Woods che tra la fine degli '80 e gli anni '90 firmerà una ventina di album per la Philology Jazz Records, affiancandosi così a numerosi musicisti italiani, ma anche Lee Konitz pubblicò in questi anni 17 album affiancato spesso da italiani come lo Space Jazz Trio, Franco D'Andrea, Eruo Michelazzi, Piero Cozzi, Michele Magnifichi, Tiziana Ghiglioni, Stefano Battaglia, Renato Sellani, Augusto Mancinelli, Umberto Petrin, Gianluca Tagliazucchi e molti altri. Un altro elemento caratterizzante dell'etichetta era infatti il proporre ensemble che mescolavano i grandi maestri del jazz americani ai jazzisti italiani di rilievo. Su questa linea inaugurata con l'album Duets for Yardbird (1987) che vedeva Mike Melillo assieme a Massimo Urbani, l'etichetta proseguì con The Heart Of The Ballad (1988) che univa Chet Baker a Enrico Pieranunzi oppure Little Girl Blue (1988) che vedeva sempre Baker assieme alla Space Jazz Trio, e poi Embraceable You (1989) che vedeva Phil Woods con la Big Bang Orchestra.
Ma importante fu anche il lavoro di talent scout di Piangiarelli e della sua Philology, che incentivò il lavoro di musicisti come Rosanna Fedele, Massimo Manzi, Ada Montellanico, Giorgio Li Calzi, Paola Arnesano e molti altri. Sul finire degli anni '90 la Philology affianca così un giovanissimo Stefano Bollani ad Enrico Rava nell'album Rava Plays Rava (1999).

## Alcuni artisti
- Paola Arnesano
- Riccardo Arrighini
- Albert Ayler
- Chet Baker
- John Basile
- Gianni Basso
- Stefano Battaglia
- Big Bang Orchestra
- Fabrizio Bosso
- Barga Jazz Big Band
- Chet Baker Trio
- Clifford Brown
- Francesco Cafiso
- Biagio Coppa
- Bettina Corradini
- Claudio Cusmano
- I Conti Ruggeri Quintet
- European Sound Project
- Franco D'Andrea
- Irio De Paula
- Deep River Choir
- Paul Desmond
- Bob Dorough
- Rosanna Fedele
- Flight Band
- Larry Franco
- Hal Galper
- Roberto Gatto
- Stan Getz
- Tiziana Ghiglioni
- The Giovanni Mazzarino Quartet
- Rosario Giuliani
- Wardell Gray
- Alberto Iovene
- Jimmy Cobb Trio
- Lee Konitz
- Larry Franco Quartet
- Giorgio Li Calzi
- Michela Lombardi
- Nelson Machado
- Zeduardo Martins
- Riccardo Mei
- Mike Melillo
- Mike Melillo Trio
- Donovan Mixon
- Ada Montellanico
- Wes Montgomery
- Titta Nesti
- Nico Gori 4et
- Tony Pancella
- Charlie Parker
- Oscar Peterson
- Palmino Pia
- Enrico Pieranunzi
- Luigi Pignatiello
- Phil Woods Quartet
- Elisabetta Prodon
- Ernesto Romero
- Cinzia Roncelli
- Marcello Rosa
- Royce Campbell Trio
- Giulia Salsone
- Franco Santarnecchi
- Danila Satragno
- Tony Scott
- Renato Sellani
- Space Jazz Trio
- Sonny Stitt
- Peggy Stern
- Achille Succi
- Bill Takas
- Tavares Quintet
- Bruno Tommaso
- Nello Toscano
- Gianluigi Trovesi
- Marche Jazz Orchestra
- Massimo Urbani
- Mal Waldron
- Phil Woods
- Lester Young